# Чёрберг, Томми
Томми Чёрберг (полное имя Берт Густав Томми Чёрберг, швед. Bert Gustav Tommy Körberg; род. 4 июля 1948) — шведский певец и актёр.
Родился 4 июля 1948 года в Нуршё на севере Швеции в области Вестерботтен.
В 1969 году получил шведскую премию «Грэмми» в области звукозаписи в категории «Лучший дебют».
За пределами Швеции известен в основном по роли советского гроссмейстера Анатолия Сергиевского в мюзикле «Шахматы», авторами которого являются Бенни Андерссон, Бьёрн Ульвеус и Тим Райс. Осенью 1984 года вышла двойная пластинка с записью мюзикла, где он исполнил эту роль, а в мае 1986 года в Лондоне состоялась премьера где с блеском он её сыграл, после чего был номинирован на премию Лоренса Оливье в номинации «Выдающаяся актёрская игра в мюзикле».
Два раза Томми Чёрберг представлял Швецию на Международном конкурсе песни «Евровидение»: в 1969 году с песней «Judy min vän» («Джуди, моя подруга») (9-е место) и в 1988 году с песней «Stad i ljus» («Город в огнях») (12-е место).
5 июня 1988 года с творчеством Томми Чёрберга познакомились и советские телезрители, увидев его в совместной советско-шведской телепередаче «„Утренняя почта“ в гостях у „Лестницы Якоба“», снятой на шведском телевидении. Вели программу Якоб Далин и Юрий Николаев, а участниками её музыкальных номеров также были Алла Пугачёва, Род Стюарт, Агнета Фэльтскуг, группы «Круиз», Europe, Игорь Николаев (написавший впоследствии для Томми Чёрберга музыку к песне «The kingdom of the carnival mirrors» («Царство карнавальных зеркал»)) и другие европейские и американские исполнители.
С 1990 по 2000 год Чёрберг отказывался почти от всех остальных проектов для того, чтобы вновь сыграть в восстановленном спектакле «Шахматы» роль Анатолия, за которую в 2003 году на проходившей в Стокгольме ежегодной церемонии вручения призов шведской национальной театральной премии «Guldmasken» (аналог российской «Золотой маски») он был удостоен главного приза в номинации «Лучший актёр в мюзикле».
Томми Чёрберг также играл и в других шведских театральных постановках — в мюзиклах «The Sound of Music» («Звуки музыки») и «Les Misérables» («Отверженные»).
В 1984 году Томми Чёрберг сыграл роль второго плана в шведском фильме «Роня, дочь разбойника», снятого по мотивам одноимённого романа Астрид Линдгрен. Как актёр он снялся и в ряде других шведских фильмов.
В шведском дубляже мультфильма «Красавица и Чудовище» Чёрберг озвучил роль Чудовища, а также записал шведский саундтрек к мультфильму.
Томми Чёрберг часто выступает и записывается с оркестром Бенни Андерссона.
В 2007 году он женился на Анне-Шарлотте Нильссон.
В 2008 году Чёрберг как актёр принял участие в шведской постановке мюзикла «Отпетые мошенники» в Стокгольме, а в 2009 году он исполнил роль профессора Генри Хиггинса в мюзикле «Моя прекрасная леди», в котором роль Элизы Дулиттл сыграла коллега артиста по мюзиклу «Шахматы» и оркестру Бенни Андерссона актриса и певица Хелен Шёхольм (швед. Helen Sjöholm).
В 2013 году Томми Чёрберг вместе с группой «Ravaillacz» принимал участие в «Melodifestivalen» (шведском отборочном конкурсе песни «Евровидение»), представляя песню «En riktig jävla schlager», с которой по итогам они заняли 10 место.
В 2017 году выходит песня «For Every Step» группы «Dead by April», исполняет которую Томми Чёрберг.

## Дискография
Сольные альбомы
1969 — Judy min vän / Джуди, моя подруга
1970 — Tommy /Томми
1971 — Tommy Körberg / Томми Чёрберг
1972 — Solar Plexus / Солнечное сплетение
1973 — Solar Plexus 2 / Солнечное сплетение-2
1973 — Tommy Körberg sjunger Birger Sjöberg / Томми Чёрберг поёт песни Биргера Шёберга
1974 — Solar Plexus: Det är inte båten som gungar, det är havet som rör sig
1975 — Solar Plexus: Hellre gycklare än hycklare
1976 — Den vackraste visan / Самая красивая песня
1979 — Blixtlås (Tommy Körberg, Stefan Nilsson) / Молния (Томми Чёрберг, Стефан Нильссон)
1982 — Tommy Körberg och Stefan Nilsson tolkar Jaques Brel / Жак Брель в интерпретации Томми Чёрберга и Стефана Нильссона
1984 — «Chess», musical / «Шахматы», мюзикл
1988 — Spotlight: Tommy Körberg / В центре внимания: Томми Чёрберг
1988 — …är… / …явление…
1989 — Julen är här / Рождество
1990 — Livslevande / Во плоти
1990 — Les Miserables-musical (original Swedish cast recording) / Мюзикл «Отверженные» на шведском языке
1992 — Jag skulle vilja våga tro / Осмелюсь верить
1994 — Ravaillac
1995 — Sound Of Music-musical (original Swedish cast recording) / «Звуки музыки» (на шведском языке)
1997 — Aniara
1999 — Sånger för ensamma älskare
2000 — Hits (Хиты)
2000 — Stilla natt (Tommy Körberg & Oslo Gospel Choir) / Тихая ночь (Томми Чёрберг и евангелистический хор из Осло)
2003 — Gränslös — det bästa
2003 — Chess på svenska (Chess in Swedish)-musical (original Swedish 2002 cast recording) / Шахматы, шведская версия мюзикла, 2002 год)
2006 — BAO på turné (BAO on tour) (Benny Anderssons Orkester with Helen Sjöholm & Tommy Körberg) / Гастрольный тур BAO. (Оркестр Бенни Андерссона с Хелен Шёхольм и Томми Чёрбергом)
2007 — BAO 3 (Benny Anderssons Orkester with Helen Sjöholm & Tommy Körberg) / BAO-3. Оркестр Бенни Андерссона с Хелен Шёхольм и Томми Чёрбергом)
2007 — Rakt upp och ner (CD+DVD) / Прямо, вверх и вниз
2012 — Sjung tills du stupar / Пойте до упаду